# کهرریانواله
کهرریانواله (به انگلیسی: Khurrianwala) یک منطقهٔ مسکونی در پاکستان است که در پنجاب واقع شده‌است. کهرریانواله ۱۷۸ متر بالاتر از سطح دریا واقع شده‌است.